# Robert II Stewart
Robert II (ur. 2 marca 1316 w Paisley, zm. 19 kwietnia 1390 w Dundonald) – król Szkocji 1371–1390; pierwszy władca z dynastii Stuartów.
Syn lorda Waltera Stewarta (ok. 1296–1327), noszącego tytuł Wielkiego Stewarda Szkocji i Marjorie Bruce, córki króla Roberta I Bruce'a.
14 października 1318 Robert objął prawo dziedziczenia po swoim dziadzie w wyniku śmierci stryja matki, Edwarda, króla Irlandii i następcy tronu Szkocji. Jeszcze w tym samym roku parlament potwierdził to prawo, jednak nigdy nie udzielił poparcia dla roszczeń irlandzkich zgłaszanych w imieniu Roberta przez jego ojca. Utracił prawo dziedziczenia po dziadzie wraz z narodzinami wuja Dawida II (1324). Jednak w lipcu 1326 Walter Stewart uzyskał w parlamencie zapewnienie sukcesji szkockiej dla syna w przypadku wygaśnięcia dynastii Bruce.
Po śmierci ojca (1327) Robert został dziedzicznym stewardem Szkocji, walczył przeciwko uzurpatorowi Edwardowi Baliolowi (syn króla Jana), który wykorzystując małoletniość Dawida II wysunął pretensje do tronu. 
Siły pretendenta zadały ciężkie klęski regalistom w bitwach pod Dupplin Moor (11 sierpnia 1332) i Halidon Hill (19 lipca 1333). W obu starciach uczestniczył pełnoletni już Robert, prowadząc wojska królewskie jako następca Dawida. Siły Edwarda stopniowo przejmowały kontrolę nad państwem, spychając zwolenników króla na północ kraju. Sam Robert uszedł do Dumbarton, gdzie znajdował się wraz z królem. W maju 1334 Dawid znalazł schronienie we Francji. 
W latach 1338–1341 Robert był regentem Szkocji w imieniu nieobecnego króla Dawida II, po powrocie króla i nieudanym ataku na Anglię, gdzie Dawid dostał się do niewoli (Robert był oskarżany, że nie udzielił królowi pomocy podczas bitwy pod Neville Cross), ponownie został regentem (1346-1357).
Po bezpotomnej śmierci Dawida II (1371) wybrany na króla Szkocji, w następnym roku zawarł sojusz z Francją i wznowił wojną z Anglią.  Robert starał się wzmocnić władzę królewską, popierał członków swojego rodu, przez co popadł w konflikt z innymi możnymi klanami (MacDonald, Gordon, Douglas, Dunbar).
W 1388 pod Otterburn pokonał Anglików, jednak rok później wobec choroby przekazał rządy regentowi, którym został jego syn Jan. Zmarł 19 kwietnia 1390.

## Rodzina
W 1336 Robert poślubił, zapewne w obrządku iroszkockim, Elżbietę Mure (ok. 1320–1355), córkę Adama z Rowallan i Joanny z Pokellie. Małżeństwo zostało uznane za nielegalne. Dlatego Robert 22 października 1347 w Awinionie uzyskał od papieża Klemensa VI dyspensę na odnowienie małżeństwa w obrządku łacińskim, czego dokonał w 1349. Elżbieta dała Robertowi dziesięcioro dzieci, czterech synów i sześć córek:
- Jana (ok. 1337–1406), późniejszego króla, panującego jako Robert III,
- Waltera (ok. 1338–1362), ożenionego z Izabelą MacDuff (ok. 1320–1389), hrabiną Fife,
- Małgorzatę (*ok. 1339), wydaną za Jana MacDonalda (ok. 1320–1386), lorda Wysp;
- Roberta (ok. 1340–1420), księcia Albany,
- Marię Joannę (Marjorie), wydaną za Jana Dunbara (†1390), earla Moray, później za sir Aleksandra Keitha,
- Aleksandra (1343–1405), earla Buchan,
- Joannę (†po 1384), wydaną za Jana Keitha, następnie za Jana Lyona (ok. 1340–1382), lorda Glamis, później za Jakuba Sandilandsa,
- Izabelę (†po 1390), wydaną za Jakuba (ok. 1358–1388), earla Douglas, następnie za Jana Edmonstone'a,
- Katarzynę, wydaną za Roberta Logana, lorda wysokiego admirała,
- Elżbietę (†ok. 1370), wydaną za Tomasza de la Hay (ok. 1342–1406), lorda wielkiego konstabla.

2 maja 1355 w Awinionie, Robert ożenił się ponownie, z Eufemią z Ross (ok. 1330–1386), córką Hugona (przed 1297–1333), earla Ross i Małgorzaty de Graham (†po 1330), wdową po Johnie Randolphie (ok. 1330–1346), regencie króla Dawida. Drugie małżeństwo dało Robertowi czworo dzieci:
- Dawida (1357–1386), earla Strathearn,
- Waltera (ok. 1363–1437), earla Atholl,
- Egidię (ok. 1370–po 1391), wydaną za Wilhelma Douglasa (ok. 1370–1391),
- Elżbietę (ok. 1370–po 1407), wydaną za Dawida Lindsay'a (ok. 1360–1407), earla Crawford.